# Ecdicio Avito
Ecdicio Avito (latino: Ecdicius Avitus; 420 – dopo il 475) è stato un generale e senatore romano di origine gallo-romana, magister militum praesentalis tra il 474 e il 475, figlio dell'imperatore Avito.

## Biografia
Figlio dell'imperatore romano Eparchio Avito e fratello di Agricola e Papianilla, Ecdicio fu educato a Augustonemetum (moderna Clermont-Ferrand, Francia), dove aveva la propria residenza e alcuni terreni. Negli anni 460–470 fu un ricco ed importante personaggio, presente alla corte dell'imperatore Antemio dal 469.
Assieme al cognato Sidonio Apollinare, marito di Papianilla e vescovo di Augustonemetum, prese parte alla difesa dell'Alvernia dai tentativi di conquista dei Visigoti di Eurico, che assediarono numerose città tra il 471 e il 474. Le fonti raccontano che Ecdicio raccolse un piccolo esercito di dieci o diciotto uomini, col quale forzò il blocco gotico e liberò Augustonemetum assediata: portò rifornimenti agli assediati, prelevandoli dalle sue stesse terre, sfamando una moltitudine di poveri. Per via diplomatica ottenne anche il sostegno di Chilperico II, re dei Burgundi.
Nel 471 l'imperatore Antemio inviò un esercito in Gallia contro i Visigoti, comandato dal proprio figlio Antemiolo, forse in sostegno degli Alverni, ma i Visigoti lo sconfissero nei pressi di Arles; nel 473 Marsiglia e la stessa Arles furono conquistate dai Visigoti, che minacciarono di proseguire fino all'Italia.
Nel 474 Ecdicio fu elevato al rango di Patrizio dal nuovo imperatore Giulio Nepote, che lo nominò anche magister militum praesentialis, ma nel 475 fu richiamato in Italia e sostituito da Oreste: Giulio Nepote decise infatti di concedere l'Alvernia ai Visigoti in cambio del loro ritiro dalla Provenza.
Ecdicio dovette allora abbandonare Augustonemetum, trovando rifugio probabilmente presso i Burgundi.